# Braconnage du lion Cecil
Le braconnage du lion Cecil est une affaire de chasse illégale d'un lion d'Afrique nommé Cecil, particulièrement connu des scientifiques et des touristes, survenu le 1er juillet 2015 au Zimbabwe. Cette affaire, qui a bénéficié d'une importante couverture médiatique, est symptomatique des controverses liées à la chasse aux trophées.
Né vers 2002, Cecil a principalement vécu dans le parc national Hwange au sein de la province du Matabeleland septentrional. Attraction touristique majeure dans ce parc, il a par ailleurs fait partie des lions étudiés et suivis par des chercheurs de l'université d'Oxford.
Il a été braconné par Walter Palmer, un chasseur américain de grand gibier, qui l'a d'abord blessé à l'arc ou à l'arbalète, avant de le suivre et de l'achever avec un fusil, environ 40 heures plus tard. Cet abattage a attiré l'attention des médias internationaux et a suscité l'indignation au sein de l'opinion publique, des défenseurs de l'environnement et des animaux, ainsi que des personnalités politiques. Le gouvernement zimbabwéen a déclaré vouloir l'extradition de Palmer, et deux autres hommes sont poursuivis dans cette affaire.
En octobre 2015, les poursuites à l'encontre de Walter Palmer sont abandonnées. En novembre 2016, celles à l'encontre de Theo Bronkhorst, l’organisateur de la chasse, sont également abandonnées.

## Contexte
Prénommé d'après le colonialiste anglais Cecil Rhodes,, Cecil a d'abord été repéré au Parc national Hwange en 2008 accompagné d'un autre lion que l'on pense être son frère. En 2009, ils rencontrent une troupe de lions à la hiérarchie établie, avec laquelle ils entrent en conflit. Le frère de Cecil est tué, Cecil et le mâle dominant de la troupe sont sévèrement blessés. Ce mâle dominant fut ensuite abattu par les rangers du parc en raison des blessures trop importantes dont il souffrait. Cecil se replia vers une autre partie du parc où il fonda finalement sa propre troupe qui compta par la suite jusqu'à 22 membres. En 2013, Cecil fut contraint par deux jeunes mâles à quitter cette zone pour la bordure est du parc. Là, il créa une coalition avec un autre mâle prénommé Jericho afin d'établir deux troupes comptant six femelles et jusqu'à une douzaine de lionceaux engendrés par l'un des deux mâles.
Cecil était l'animal le plus connu du parc national, il était identifiable par sa crinière noire et par un collier émetteur GPS. Les lions du parc, dont Cecil, étaient étudiés par des scientifiques du Wildlife Conservation Research Unit (en) de l'université d'Oxford, dans le cadre d'un projet scientifique commencé en 1999, et ses mouvements étaient suivis depuis 2008. Sur les 62 lions suivis pendant la durée de l'étude 34 sont morts, dont 24 au cours de chasses au grand gibier. Sur les lions mâles adultes suivis par ces scientifiques au sein du parc, 72 % ont été tués lors de chasses au grand gibier dans des zones proches du parc national. Un des chercheurs suggère que Cecil est devenu populaire parce qu'il était habitué aux visiteurs, laissant les véhicules se rapprocher jusqu'à 10 m de lui, rendant aisé pour les touristes et les chercheurs de le photographier et de l'observer.
On estime qu'il y a entre 25 000 et 30 000 lions en Afrique. En 2013, 49 carcasses de lions issues de chasses ont été exportées du Zimbabwe comme trophées, sur la période 2005-2008 le nombre de prises légales était en moyenne de 42 lions par an.

## Mort
En juin 2015, Walter Palmer, un dentiste américain du Minnesota amateur de chasse sportive au grand gibier, paya selon certaines sources 50 000 $ à un guide de chasse professionnel, Theo Bronkhorst, pour lui permettre de tuer un lion. Cecil aurait été attiré hors du sanctuaire, puis blessé avec un arc,. Il fut traqué et, approximativement 40 h après, abattu au fusil. Il fut ensuite dépecé et sa tête fut coupée. Lorsque sa carcasse décapitée fut trouvée par les autorités du parc, son collier émetteur avait disparu.
Palmer, qui fut identifié par la Zimbabwe Conservation Task Force, l'Association des opérateurs de Safaris du Zimbabwe et la police, affirma qu'il pensait que la chasse à laquelle il participait était légale.
L'Autorité de gestion des parcs et de la faune du Zimbabwe a indiqué que ni Bronkhorst ni Honest Ndlovu, le propriétaire des terres de la ferme Antoinette sur lesquelles Cecil a été abattu, n'avaient le permis approprié pour abattre un lion. Le 31 juillet 2015 l'AFP rapporte que le guide de chasse zimbabwéen, Bronkhorst, a déclaré : « Nous avons obtenu le permis pour la chasse à l'arc, nous avons obtenu du conseil le permis pour un lion. ». Les deux zimbabwéens ont été arrêtés par la police et accusés d'avoir aidé Palmer à tuer le lion. Palmer était alors déjà retourné aux États-Unis, pays depuis lequel il a émis un communiqué affirmant qu'il « s'est reposé sur le savoir-faire de ses guides professionnels locaux pour s'assurer de la légalité de sa chasse » et qu'il « regrette profondément que la poursuite d'une activité qu'il aime et pratique de manière responsable et légalement résulte en la prise de ce lion. ». Le 28 juillet, le Daily Telegraph rapporte que des « sources indépendantes » ont « vu une copie du permis de chasse en question ». Lors d'un incident précédent, au cours duquel Palmer abattit un ours à 64 km du lieu où son permis de chasse à l'ours aurait été valide, il offrit environ 20 000 $ aux organisateurs pour mentir à propos de ces circonstances. Pour cette affaire, il fut puni d'une amende de 2 938 $ et d'un an de probation.
Le 19 août 2015, The Daily Telegraph annonce qu'un des lionceaux de Cecil a été tué par un mâle rival.

## Réactions

### À l'étranger

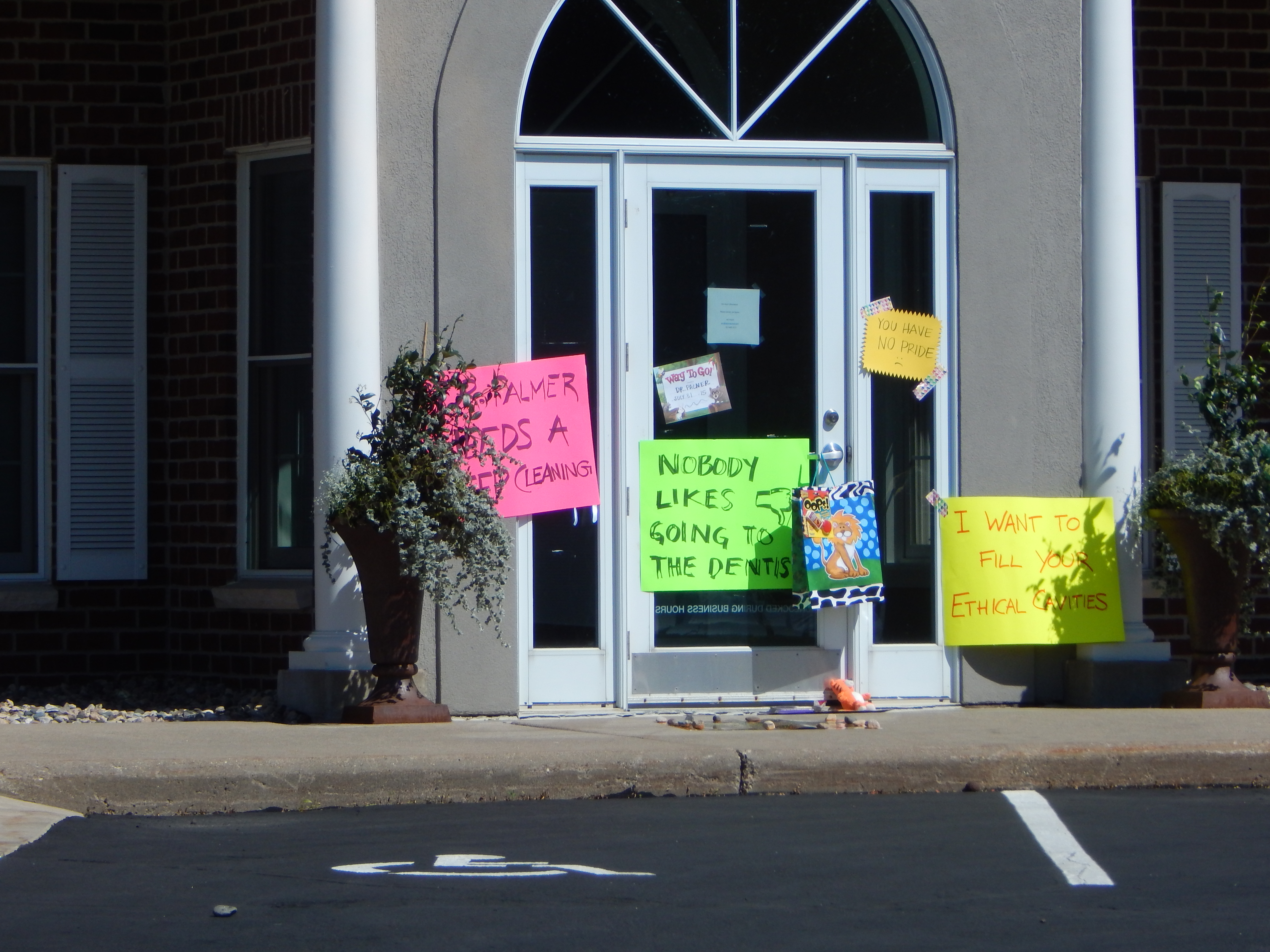
Protestations sur la façade de la clinique dentaire de Palmer au Minnesota.

L'abattage de Cecil a suscité l'indignation parmi les défenseurs de l'environnement, ainsi que des réponses rapides de la part de politiciens et de nombreuses autres personnes. Palmer fut inondé de messages haineux. Les mots Lion Killer (« Tueur de lion ») ont aussi été tagués sur la porte du garage de sa maison de vacances en Floride.
Sa mort déclencha une discussion parmi les organisations de conservation de la nature à propos de l'éthique des activités commerciales de chasse au grand gibier. Des militants ont aussi appelés les pays africains à bannir la chasse à l'arc, l'utilisation d'appâts ainsi que la chasse depuis des affûts. La réaction des médias et des réseaux sociaux conduisit près d'1,2 million de personnes à signer la pétition en ligne Justice pour Cecil, appelant le gouvernement du Zimbabwe à mettre un terme à la délivrance de permis de chasse pour des espèces en danger. Le late-night show de Jimmy Kimmel permit de lever 150 000 $ de donations en moins de 24 h pour le Wildlife Conservation Research Unit (en) de l'université d'Oxford qui était chargé d'étudier les lions du parc.
Le Safari Club International, une organisation de chasseurs américains, répondit en suspendant l'adhésion de Palmer et de Bronkhorst, affirmant que « ceux qui chassent intentionnellement de manière illégale doivent être poursuivis et punis le plus sévèrement que le permet la loi. »

### Au Zimbabwe
La mort de Cecil passa initialement inaperçue au Zimbabwe. The Chronicle (en) écrivit : « Ce n'est pas une exagération de dire que près de 99,99 % des Zimbabwéens ne savaient rien de cet animal avant lundi. Maintenant nous avons appris, grâce aux médias britanniques, que nous avions le lion le plus célèbre d'Afrique, une icône ! ».
Jean Kapata, le ministre zambien du Tourisme, déclara : « l'Occident semble se préoccuper davantage du bien-être d'un lion au Zimbabwe que des Africains eux-mêmes », il ajouta qu'« en Afrique, un être humain est plus important qu'un animal. Je ne sais pas ce qu'il en est en Occident. »
En revanche, les autorités zimbabwéennes ont affirmé que la mort de Cecil avait déjà causé une chute des revenus touristiques. Une baisse significative a été notée à Hwange, où le lion vivait. Beaucoup de touristes internationaux qui avaient prévu d'observer le lion, ont annulé leurs voyages. « Cette mort est une énorme perte pour notre secteur du tourisme, qui contribue énormément à la richesse nationale », écrit Emanuel Fundira, le président de l'Association des opérateurs de safaris du Zimbabwe. « Il y avait beaucoup de visiteurs qui venaient dans notre pays pour voir Cecil, donc c'est vraiment une perte importante. » Le chef de l'Autorité du Tourisme, Karikoga Kaseke, ajouta que le tourisme avait jusque-là été un secteur en plein essor, mais que le Zimbabwe était maintenant perçu comme un pays qui n'était pas intéressé par la protection des animaux et la promotion de leurs droits, et que cela avait aussi un impact négatif sur le secteur du tourisme,.
Bryan Orforfd, un guide professionnel spécialisé dans la faune sauvage travaillant à Hwange, a calculé qu'avec des touristes venus pour photographier Cecil payant collectivement 9 800 US$ par jour leur loge de safari, les revenus générés pendant 5 jours auraient été plus élevés que ceux générés par quelqu'un payant 45 000 US$ pour avoir le permis de chasser et tuer le lion, sans espoir de revenu futur.

## Réponses institutionnelles
Le 1er août 2015, la ministre de l'Environnement du Zimbabwe, Oppah Muchinguri, suspend la chasse à l'arc des lions, des léopards et des éléphants dans les alentours du parc national Hwange. Le ministère confirme plus tard par voie de presse que « ces chasses ne seront possibles que si elles sont autorisées par écrit par le directeur général de l'Autorité de gestion des parcs et de la faune du Zimbabwe, et uniquement si elles sont accompagnées par le personnel du parc dont le coût sera supporté par le propriétaire des terres. Cette restriction fut levée 10 jours plus tard dans une grande partie de cette zone. »
Cette affaire suscita des propositions de loi pour interdire l'importation de trophées de lion aux États-Unis et dans l'Union européenne,. Ces discussions ont convaincu de nombreuses compagnies aériennes, comme American Airlines, Delta Air Lines, United Airlines, Air France-KLM, Iberia, IAG Cargo, Singapore Airlines, Qantas, South African Airways, Emirates, Lufthansa et British Airways de prendre des mesures volontaires pour interdire le transport de trophées de chasse sur leurs appareils.
Le sénateur américain du parti démocrate Robert Menendez présente un projet de loi, le Conserving Ecosystems by Ceasing the Importation of Large Animal Trophies Act, abregé en CECIL Animal Trophies Act, signifiant littéralement "Loi pour conserver les écosystèmes en cessant l'importation de trophées de chasse de grands animaux". Ce projet de loi étend la protection des espèces de l'Endangered Species Act concernant l'import-export, à celles proposées pour y être listées, interdisant ainsi l'import de tout trophée de chasse au grand gibier africain sans la permission explicite du secrétaire de l'Intérieur. Cette loi est co-portée par les sénateurs démocrates Cory Booker, Richard Blumenthal et Ben Cardin.
Le 30 juillet 2015, l'Assemblée générale des Nations unies adopte une résolution non contraignante pour renforcer les efforts pour contrer le braconnage et le trafic illégal de la faune sauvage, portée par l'Allemagne et le Gabon.
En décembre, le Fish and Wildlife Service des États-Unis classe les lions d’Afrique parmi les espèces « en danger », ouvrant la porte à davantage de régulations sur l’importation et l’exportation des trophées de lions.

## Enquêtes judiciaires

### Au Zimbabwe
Le 7 juillet 2015 des garde-chasse de l'Autorité de gestion des parcs et de la faune du Zimbabwe ouvrent une enquête après avoir reçu l'information qu'un lion a été illégalement tué sur les terres de la ferme Antoinette, à la bordure du parc national Hwange. Leurs investigations ont mené à la découverte du lion, tué le 1er juillet 2015.
Le 29 juillet 2015, le guide de chasse Theo Bronkhorst comparaît devant la cour à Victoria Falls, il est reconnu coupable de braconnage pour avoir chassé sans détenir le permis adéquat. Il a été libéré moyennant une caution de 1 000 $US avec l'obligation de comparaître à nouveau devant la cour le 5 août. Il affirma lors de son procès que « Palmer est totalement innocent dans cette affaire, et qu'il lui avait acheté une chasse qui était légitime. »
Par ailleurs, le propriétaire des terres Honest Ndlovu a été condamné pour avoir toléré une chasse illégale sur ses terres. Les porte-paroles des parcs nationaux du Zimbabwe ont expliqué que la chasse au lion à l'arme à feu était légale, mais qu'elle requérait un permis et qu'elle devait respecter les quotas qui sont assignés à chaque zone. Cette chasse était illégale car elle a pris place dans une zone qui n'avait pas de quota pour la chasse au lion. Il a également été libéré sous caution le 29 juillet.
Le 5 août 2015, Bronkhorst comparaît de nouveau devant la cour, accusé d'avoir failli à empêcher une chasse illégale. Le procès a été suspendu jusqu'au 28 septembre, date à laquelle son avocat sera à nouveau disponible.
Lors d'une conférence de presse le 31 juillet 2015, la ministre de l'Environnement du Zimbabwe, Oppah Muchinguri, affirme que le chasseur a violé la loi zimbabwéenne et doit être tenu pour responsable : "Nous en appelons aux autorités compétentes pour son extradition au Zimbabwe",. Elle ajoute dans un communiqué de presse que les actions de Palmer ont terni l'image du Zimbabwe et généré une tension accrue entre le Zimbabwe et les États-Unis. Elle y appelle tous les défenseurs de l'environnement et amis des animaux à apporter leur aide pour s'attaquer au braconnage et aux autres problèmes environnementaux au Zimbabwe.
Le 31 juillet, le Washington Post rapporte que "l'avocat de Ndlovu a affirmé à l'AP que son client n'était pas inculpé et qu'il était libéré". L'agence Reuters affirme le 4 août qu'il "n'était pas condamné et que les autorités du parc ont dit qu'il témoignerait pour l'état dans un premier temps et qu'il serait inculpé plus tard".
Le 31 juillet les autorités du Zimbabwe affirment qu'elles ont initié des procédures légales pour l'extradition de Palmer des États-Unis vers le Zimbabwe afin qu'il comparaisse devant la justice.
La haute cour de justice du Zimbabwe a finalement abandonné les poursuites contre Theo Bronkhorst, l’organisateur de la chasse, en novembre 2016.

### Aux États-Unis
La députée américaine du parti démocrate Betty McCollum, co-présidente du caucus du Congrès des Etats-Unis sur la conservation à l'international (US ICC (en)), demande une enquête sur cette affaire.
Le 30 juillet, le U.S. Fish and Wildlife Service cherchait Palmer dans le cadre de son enquête. Il contacta cet organisme spontanément le même jour, via un représentant,.
Le 6 septembre, Palmer rompt le silence et donne sa première interview à la presse. Il affirme retourner travailler à sa clinique dentaire le 9 septembre, qu'il n'a ni été accusé d'aucun crime aux États-Unis et au Zimbabwe, ni été contacté par les autorités.
En octobre 2015, les poursuites à l'encontre de Walter Palmer sont abandonnées.